# Mariborska katedrala
Mariborska katedrala ( slov. Mariborska stolnica ), posvećena svetom Ivanu Krstitelju, rimokatolička je katedrala u gradu Mariboru. Crkva je sjedište Mariborske nadbiskupije i župe sv. Ivana Krstitelja u Mariboru. U katedrali se nalazi grob biskupa Antona Martina Slomšeka, zagovornika slovenske kulture. 

## Arhitektura
Izvorno romanička građevina datira iz kraja 12. stoljeća. U doba gotike katedrala je dobila rebrasti svod, veći kor i dva bočna broda,dok kapele svetog Franje Ksavijera i Svetog Križa potječu iz baroknog razdoblja .